# Il lungo inverno (film 1984)
Il lungo inverno è un film del 1985 diretto da Ivo Barnabò Micheli.